# واکلوس، نیو ساوت ولز
واکلوس (به انگلیسی: Vaucluse) یک حومه شهر در استرالیا است که در شهرداری و وولاهارا واقع شده‌است.